# Bob Ross
Bob Ross, właśc. Robert Norman Ross (ur. 29 października 1942 w Daytona Beach na Florydzie, zm. 4 lipca 1995 w Orlando) – amerykański malarz, nauczyciel sztuki, prezenter i osobowość telewizyjna. Twórca i prowadzący programu The Joy of Painting, emitowanego w latach 1983–1994 przez PBS w USA, Kanadzie, Ameryce Łacińskiej i Europie. Ross stał się później bardziej rozpoznawalny dzięki swojej obecności w Internecie.

## Życiorys
Urodził się w Daytona Beach, w rodzinie Jacka i Ollie Rossów. Jego ojciec był stolarzem, a matka kelnerką. Dorastał i wychowywał się w Orlando. Jako nastolatek Ross opiekował się wieloma zwierzętami, w tym pancernikami, wężami, aligatorami i wiewiórkami. Kilka z tych zwierząt zostało później przedstawionych w jego programie. Miał przyrodniego brata, Jima. Początkowo pracował razem z ojcem w warsztacie, pomagając mu. Pewnego dnia doszło jednak do wypadku: Robert stracił część palca, wskutek czego w 1960 roku zdecydował się porzucić stolarstwo i spróbować swoich sił w United States Air Force.

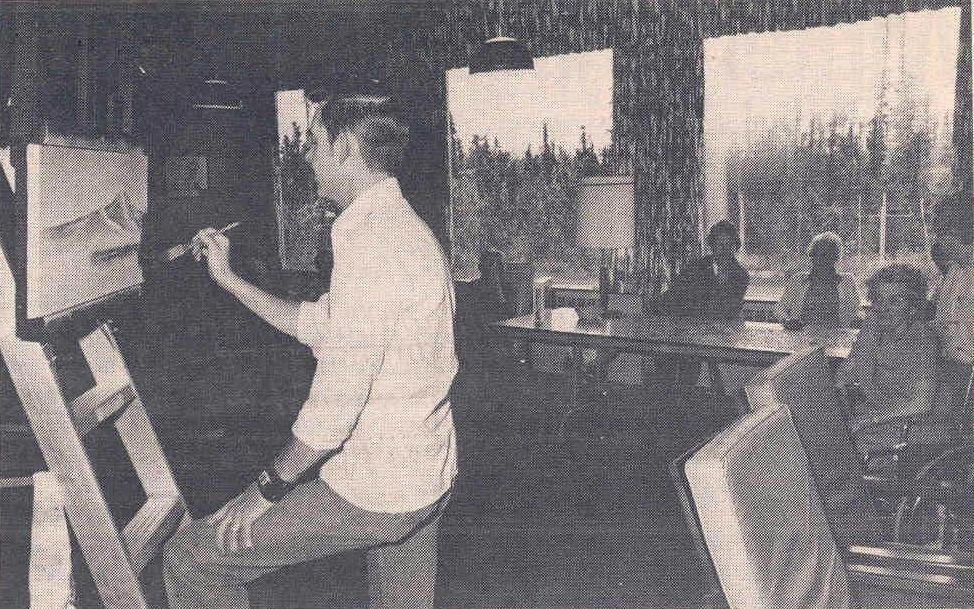
Ross dający pokaz malarstwa w Fairbanks podczas swojej służby w Siłach Powietrznych, koniec lat 70. XX w.

W 1961 jako 18-latek zaciągnął się do Sił Powietrznych Stanów Zjednoczonych, został tam technikiem dokumentacji medycznej. Po krótkim czasie awansował na starszego sierżanta, do 1981 służył w bazie Eielson AFB na Alasce. W tym samym czasie zainteresował się malowaniem. W 1978 ożenił się z Jane Ross, a w 1995 związał się z Lyndą Ross. Chorował na chłoniaka, zmarł 4 lipca 1995 w Orlando. Pochowano go w Woodlawn Memorial Park w miejscowości Gotha na Florydzie.